# Benedetta follia
Pour plus de détails, voir Fiche technique et Distribution.
Benedetta follia est un film italien réalisé par Carlo Verdone, sorti en 2018, avec Verdone, Ilenia Pastorelli, Lucrezia Lante della Rovere et Maria Pia Calzone dans les rôles principaux.

## Synopsis
Gugliemo (Carlo Verdone), gérant d’un magasin spécialisé dans la vente d'articles sacrés et d'objets religieux à Rome, fête avec sa femme Lidia (Lucrezia Lante della Rovere) leurs noces d'argent. Mais la soirée dérape quand cette dernière lui annonce son départ, étant amoureuse depuis un certain temps d'un autre femme, qui n'est d'autre que la vendeuse de la boutique de Gugliemo. Célibataire et sans employé, il recrute alors la jeune Luna (Ilenia Pastorelli), une banlieusarde dévergondée qui détonne dans le commerce calme de Gugliemo. Cette dernière lui fait découvrir le monde des sites de rencontre et lui organise alors d'improbables rendez-vous galants, avec Letizia (Elisa Di Eusanio), une alcoolique, Rafaella (Paola Minaccioni), une hypocondriaque ou Adriana (Francesca Manzini), une érotomane, jusqu'au jour au il rencontre une infirmière nommée Ornella (Maria Pia Calzone).

## Fiche technique
- Titre : Benedetta follia
- Titre original : Benedetta follia
- Réalisation : Carlo Verdone
- Scénario : Nicola Guaglianone (it), Menotti (it) et Carlo Verdone
- Photographie : Arnaldo Catinari
- Montage : Pietro Morana
- Musique : Michele Braga (it) et Tommy Caputo
- Scénographie : Giuliano Pannuti (it)
- Costumes : Tatiana Romanoff
- Producteur : Maurizio Amati (it), Aurelio De Laurentiis et Luigi De Laurentiis (it)
- Société de production : Filmauro (it)
- Pays d'origine :  Italie
- Langue : Italien
- Format : Couleur
- Genre : Comédie
- Durée : 109 minutes
- Dates de sortie :  Italie : 11 janvier 2018

## Distribution
- Carlo Verdone : Guglielmo Pantalei
- Ilenia Pastorelli : Luna
- Lucrezia Lante della Rovere : Lidia
- Maria Pia Calzone : Ornella
- Paola Minaccioni : Raffaella
- Federica Fracassi (it) : Rita
- Francesca Manzini : Adriana
- Elisa Di Eusanio : Letizia
- Gina Rovere : la mère de Letizia
- Margherita Di Rauso (it) : Antonietta
- Aldo De Martino (it) : cardinal Maresca
- Paolo Paoloni : père Martinez
- Corinne Jiga (it)

## Autour du film
- L'histoire se déroule dans les villes de Rome et d'Ostie dans la région du Latium. La boutique de Guglielmo, le personnage principal incarné par Carlo Verdone, se trouve notamment  dans le rione de la Pigna[1].

## Distinctions

### Prix
- Prix Flaiano du meilleur scénario en 2018 pour Nicola Guaglianone (it).

### Nominations
- Ciak d'oro du meilleur scénario en 2018 pour Nicola Guaglianone (it), Menotti (it) et Carlo Verdone.
- Globe d'or de la meilleure comédie en 2018.
- Ruban d'argent de la meilleure comédie en 2018.
- Ruban d'argent du meilleur acteur dans une comédie en 2018 pour Carlo Verdone.
- Ruban d'argent de la meilleure actrice dans une comédie en 2018 pour Ilenia Pastorelli.
- Ruban d'argent de la meilleure chanson en 2018 pour Durango Blues de Michele Braga (it) et Elisa Zoot.